# Dimitri Foulquier
Dimitri Foulquier (Sarcelles, Francia, 23 de marzo de 1993) es un futbolista francés. Juega como defensa y su equipo es el Valencia C. F. de la Primera División de España.

## Trayectoria
El 23 de agosto de 2018 regresó a España, ya que había jugado en el Granada C. F..«Foulquier, azulón». Getafe C. F. 23 de agosto de 2018. Consultado el 23 de agosto de 2018.</ref> Este equipo ya lo había prestado el año anterior al R. C. Estrasburgo.
Tras una temporada en el conjunto azulón, se fue de nuevo a Inglaterra antes de volver al Granada CF a inicios del año 2020. El 24 de julio del mismo año la entidad anunció que permanecería en el club hasta junio de 2023 después de activar la opción de compra que se había acordado en el acuerdo de cesión.
El 30 de agosto de 2021 puso fin a su segunda etapa en Granada tras ser traspasado al Valencia C. F. para jugar allí los siguientes cuatro años.

## Selección nacional
Fue internacional por Francia entre las categorías sub-18 y sub-21. Formó parte del plantel que ganó la Copa Mundial de Fútbol Sub-20 de 2013.
Con 15 años jugó con la selección infantil de Guadalupe, ya que su familia es originaria de allí.
Ha jugado un total de 31 partidos con las categorías inferiores de la selección francesa: 7 en la sub-18, 10 en la sub-19, 13 en la sub-20 y 1 en la sub-21.

## Estadísticas

### Clubes
Actualizado al último partido disputado el 27 de octubre de 2024.
| Stade Rennes F. C. Francia | 1.ª           | 2011-12       | 2   | 0 | 0  | 0 | 1  | 0 | 3   | 0 |
| Stade Rennes F. C. Francia | 1.ª           | 2012-13       | 15  | 0 | 2  | 0 | —  | — | 17  | 0 |
| Stade Rennes F. C. Francia | 1.ª           | 2013-14       | 2   | 0 | 0  | 0 | —  | — | 2   | 0 |
| Stade Rennes F. C. Francia | Total club    | Total club    | 19  | 0 | 2  | 0 | 1  | 0 | 22  | 0 |
| Granada C. F. · España | 1.ª           | 2013-14       | 24  | 0 | 1  | 0 | —  | — | 25  | 0 |
| Granada C. F. · España | 1.ª           | 2014-15       | 25  | 0 | 2  | 0 | —  | — | 27  | 0 |
| Granada C. F. · España | 1.ª           | 2015-16       | 21  | 1 | 3  | 0 | —  | — | 24  | 1 |
| Granada C. F. · España | 1.ª           | 2016-17       | 22  | 0 | 0  | 0 | —  | — | 22  | 0 |
| R. C. Estrasburgo Francia | 1.ª           | 2017-18       | 16  | 0 | 3  | 0 | —  | — | 19  | 0 |
| R. C. Estrasburgo Francia | Total club    | Total club    | 16  | 0 | 3  | 0 | 0  | 0 | 19  | 0 |
| Getafe C. F. · España | 1.ª           | 2018-19       | 25  | 3 | 4  | 0 | —  | — | 29  | 3 |
| Getafe C. F. · España | Total club    | Total club    | 25  | 3 | 4  | 0 | 0  | 0 | 29  | 3 |
| Watford F. C. Inglaterra | 1.ª           | 2019-20       | 3   | 0 | 2  | 0 | —  | — | 5   | 0 |
| Watford F. C. Inglaterra | Total club    | Total club    | 3   | 0 | 2  | 0 | 0  | 0 | 5   | 0 |
| Granada C. F. · España | 1.ª           | 2019-20       | 17  | 1 | 5  | 0 | —  | — | 22  | 1 |
| Granada C. F. · España | 1.ª           | 2020-21       | 32  | 0 | 4  | 1 | 10 | 0 | 46  | 1 |
| Granada C. F. · España | 1.ª           | 2021-22       | 2   | 0 | —  | — | —  | — | 2   | 0 |
| Granada C. F. · España | Total club    | Total club    | 143 | 2 | 15 | 1 | 10 | 0 | 168 | 3 |
| Valencia C. F. · España | 1.ª           | 2021-22       | 29  | 0 | 7  | 0 | —  | — | 36  | 0 |
| Valencia C. F. · España | 1.ª           | 2022-23       | 30  | 0 | 3  | 0 | —  | — | 33  | 0 |
| Valencia C. F. · España | 1.ª           | 2023-24       | 33  | 0 | 1  | 0 | ―  | ― | 34  | 0 |
| Valencia C. F. · España | 1.ª           | 2024-25       | 11  | 0 | 0  | 0 | ―  | ― | 11  | 0 |
| Valencia C. F. · España | Total club    | Total club    | 103 | 0 | 11 | 0 | 0  | 0 | 114 | 0 |
| Total carrera | Total carrera | Total carrera | 309 | 5 | 37 | 1 | 11 | 0 | 357 | 6 |
| (1) Incluye datos de la Copa de Francia, la Copa de la Liga de Francia, la Copa del Rey y la Copa de la Liga de Inglaterra (2) Incluye datos de la Liga Europa de la UEFA |               |               |     |   |    |   |    |   |     |   |

## Palmarés

### Títulos internacionales
| Título                        | Club (*)       | Sede    | Año  |
| ----------------------------- | -------------- | ------- | ---- |
| Copa Mundial de Fútbol Sub-20 | Francia sub-20 | Turquía | 2013 |

(*) Incluyendo la selección.